# Pseudosphaeroma tuberculatum
Pseudosphaeroma tuberculatum là một loài chân đều trong họ Sphaeromatidae. Loài này được Sivertsen & Holthuis miêu tả khoa học năm 1980.